# Hector Hogan
Hector ("Hec") Dennis Hogan (n. 11 de julio de 1931 en Rockhampton, Queensland - † 2 de septiembre de 1960 en Brisbane) fue un atleta australiano que compitió principalmente en pruebas de 100 yardas y 100 m, fue 7 veces campeón australiano de 100 yardas. También compitió en las 220 yardas donde logró 2 Campeonatos austrlianos y en salto de longitud donde fue también campeón australiano en 1954.
En marzo de 1954 igualó el récord mundial de las 100 yardas con un tiempo de 9.3 s. y el de los 100 m con un tiempo de 10.2 s, ambos en una pista de hierba en Sídney. En los Juegos de la Commonwealth de 1954 en Vancouver ganó dos medallas de bronce en los 100 m y en el relevo 4 x 100, el bronce en los 4 x 100 lo repetiría de nuevo en la edición de 1958.
Compitió en los Juegos Olímpicos de Melbourne obteniendo el bronce en la prueba de 100 m.
Falleció víctima de la leucemia el 2 de septiembre de 1960, dejando mujer y un hijo.